# Peter Larsson (Fußballspieler, 1984)
Peter Larsson (* 30. April 1984 in Halmstad) ist ein schwedischer ehemaliger Fußballspieler.

## Werdegang
Larsson begann mit dem Fußballspielen bei IF Centern. 1998 wechselte der Innenverteidiger in die Jugendabteilung von Halmstads BK. 2003 rückte er in den Profikader auf, kam aber erst in der Spielzeit 2004 zu seinem ersten Einsatz in der Allsvenskan. Ein Jahr später konnte er sich einen Stammplatz bei HBK erkämpfen. Er spielte ab 2008 vier Jahre für Kopenhagen, nach einer Leihe sechs Jahre für Helsingborg und zuletzt wieder in Halmstad. Mit Beginn des Jahres 2020 beendete er seine Karriere.
Larson debütierte 2004 in der schwedischen U 21-Auswahl. In der Mannschaft war er jedoch hauptsächlich Ersatzspieler und kam bis 2006 nur noch zu einem zweiten Einsatz. Im Januar 2008 wurde er erstmals ins Aufgebot der schwedischen A-Nationalmannschaft berufen. Beim 1:0-Erfolg über Costa Rica anlässlich einer Amerikatour der schwedischen Auswahl kam er am 13. Januar zu seinem Länderspieldebüt, als er in der 71. Spielminute für Suleyman Sleyman, einen weiteren Debütanten, eingewechselt wurde.